# Campeonato Mundial de Clubes de la FIVB de 1992
El Campeonato Mundial de Clubes de la FIVB de 1992 fue la cuarta edición del Campeonato Mundial de Clubes de la FIVB, realizada entre el 28 y el 29 de noviembre del 1992, en la ciudad de Treviso, Italia. Fue la última edición hasta el 2009 cuando se disputó en Doha, Catar.

## Equipos participantes
El sistema de competición no ha variado desde la edición anterior: 8 equipos, 4 campeones continentales y 4 wild card.
Calificados de derecho el Porto Ravenna Volley campeón de Europa, el Banespa São Paulo campeón de Sudamérica, el Sang Mu campeón de Asia y el Club Africane campeón de África. Participantes como wild card el equipo organizador de Sisley Treviso, el Volley Gonzaga Milano (ganador del título en 1990), los Plataneros de Corozal representantes de NORCECA y el  Olympiacos griego.

## Clasificación final
| 1.º | Volley Gonzaga Milano |
| 2.º | Sisley Treviso        |
| 3.º | Olympiacos CFP        |
| 4.º | Porto Ravenna Volley  |
| 5.º | Sang Mu               |
| 5.º | Banespa São Paulo     |
| 7.º | Club Africane         |
| 7.º | Plataneros de Corozal |

## Campeón
| Campeón del Mundo por Clubes de 1992 |
| ------------------------------------ |
| Volley Gonzaga Milano 2º Título      |